# Circondario di Würzburg
Il circondario di Würzburg è situato nella parte meridionale del distretto governativo bavarese della Bassa Franconia. Confina a nord con i circondari di Meno-Spessart e Schweinfurt, a sud e ad ovest con il circondario del Main-Tauber-Kreis. La libera città di Würzburg è circondata completamente dal suo omonimo distretto.

## Geografia fisica
Il Meno attraversa il distretto da sud-est a nord-ovest, in una valle profonda dai 100 ai 150 m a ovest del Meno si collocano soprattutto zone boschive a latifoglie (Gramschen, Irtenberger Wald, Guttenberger Wald), a est e a sud di Würzburg un territorio fertile (Ochsenfurter Gau).

## Storia
La regione corrispondente all'odierno circondario di Würzburg appartenne in buona parte al capitolo della cattedrale di Würzburg prima del 1800 e venne far parte della Baviera nel 1803. Nel 1804 sorsero i tribunali circoscrizionali (Landgerichte) di "Würzburg a sinistra del Meno", di "Würzburg a destra del Meno", di Ochsenfurt e Röttingen, così come il tribunale cittadino di Würzburg. Facevano tutti parte del distretto del Basso Meno, chiamato dal 1838 Bassa Franconia e Aschaffenburg (in seguito semplicemente Bassa Franconia). Nel 1840 il tribunale di Röttingen ricevette lo stesso nome della sua sede, Aub. Nel 1862 i tribunali "Würzburg a sinistra del Meno" e "Würzburg a destra del Meno" furono ristrutturati nell'ufficio distrettuale ("Bezirksamt") di Würzburg, i tribunali Aub e Ochsenfurt nell'ufficio distrettuale Ochsenfurt. Nel 1939 entrambi gli uffici distrettuali divennero uffici di distretto (Landratsamt). Nella cornice della riforma territoriale del 1972 in Baviera, il distretti Würzburg, Ochsenfurt insieme a regioni più piccole ritagliate dai distretti Marktheidenfeld (a sud-est), Karlstadt, Kitzingen e Gerolzhofen furono riuniti nel nuovo distretto Würzburg. La città-distretto Würzburg rimase capoluogo.

## Stemmi
Diviso orizzontalmente a metà, suddiviso ulteriormente nella parte inferiore. In alto tre punte argentee (“rastrello francone”) contro uno sfondo rosso, in basso contro lo sfondo argenteo due leoni, a lato sempre in basso contro lo sfondo un giglio d'oro.

## Amministrazione

### Gemellaggi
Il distretto è gemellato con i distretti Mateh Yehuda in Israele e Olomouc in Repubblica Ceca.

## Rete stradale
La capitale della Bassa Franconia è un punto di snodo cruciale per le principali direttrici ferroviarie della Baviera. La prima tratta parte da Bamberga attraverso Schweinfurt fu posta già nel 1854 dalla Compagnia statale Ludwigs-West-Bahn e proseguita in direzione del Meno come ferrovia Meno-Spessart, verso Gemünden-Aschaffenburg, dalla compagnia "Königlich-Bayerische-Staats-Eisenbahnen". Dieci anni dopo (1864) venne aperta la tratta verso Ochsenfurt-Ansbach-Treuchtlingen. L'anno seguente (1865) fu completato il collegamento diretto con Norimberga e nel 1866 fu a disposizione anche una ferrovia che attraversasse la Franconia per Lauda e arrivasse a Stoccarda. Nel 1988 l'ente ferroviario, la "Bundesbahn", ha ulteriormente accorciato il collegamento Würzburg-Fulda.

## Città e comuni
(superfici in km² in data 31 dicembre 2001, numero d'abitanti del 31 dicembre 2023)
| Comuni del circondario | Città 1. Aub (1 398) 2. Eibelstadt (3 135) 3. Ochsenfurt (11 434) 4. Röttingen (1 673) Comuni mercato 1. Bütthard (1 279) 2. Eisenheim (1 388) 3. Frickenhausen am Main (1 231) 4. Gelchsheim (820) 5. Giebelstadt (5 743) 6. Helmstadt (2 682) 7. Höchberg (9 601) 8. Neubrunn (2 332) 9. Randersacker (3 489) 10. Reichenberg (4 228) 11. Remlingen (1 521) 12. Rimpar (7 857) 13. Sommerhausen (1 957) 14. Winterhausen (1 433) 15. Zell am Main (4 483) Territorio non compresi in comuni (55,16 km², disabitato) 1. Gramschatzer Wald (22,27 km²) 2. Guttenberger Wald (18,07 km²) 3. Irtenberger Wald (14,82 km²) | Comuni 1. Altertheim (2 046) 2. Bergtheim (3 890) 3. Bieberehren (877) 4. Eisingen (3 455) 5. Erlabrunn (1 825) 6. Estenfeld (5 458) 7. Gaukönigshofen (2 611) 8. Gerbrunn (6 640) 9. Geroldshausen (1 369) 10. Greußenheim (1 624) 11. Güntersleben (4 567) 12. Hausen bei Würzburg (2 535) 13. Hettstadt (3 599) 14. Holzkirchen (959) 15. Kirchheim (2 301) 16. Kist (2 728) 17. Kleinrinderfeld (2 073) 18. Kürnach (4 916) 19. Leinach (3 221) 20. Margetshöchheim (3 159) 21. Oberpleichfeld (1 135) 22. Prosselsheim (1 177) 23. Riedenheim (715) 24. Rottendorf (5 496) 25. Sonderhofen (879) 26. Tauberrettersheim (814) 27. Theilheim (2 452) 28. Thüngersheim (2 716) 29. Uettingen (1 933) 30. Unterpleichfeld (3 243) 31. Veitshöchheim (9 840) 32. Waldbrunn (2 919) 33. Waldbüttelbrunn (5 065) | Comunità amministrative 1. Comunità amministrativa di Aub (Aub, Gelchsheim e Sonderhofen) 2. Comunità amministrativa di Bergtheim (Bergtheim e Oberpleichfeld) 3. Comunità amministrativa di Eibelstadt (Eibelstadt, Frickenhausen a.Main, Sommerhausen e Winterhausen) 4. Comunità amministrativa di Estenfeld (Eisenheim, Estenfeld e Prosselsheim) 5. Comunità amministrativa di Giebelstadt (Bütthard e Giebelstadt) 6. Comunità amministrativa di Helmstadt (Helmstadt, Remlingen, Holzkirchen e Uettingen) 7. Comunità amministrativa di Hettstadt (Greußenheim e Hettstadt) 8. Comunità amministrativa di Kirchheim (Geroldshausen e Kirchheim) 9. Comunità amministrativa di Kist (Altertheim e Kist) 10. Comunità amministrativa di Margetshöchheim (Erlabrunn e Margetshöchheim) 11. Comunità amministrativa di Röttingen (Röttingen, Bieberehren, Riedenheim e Tauberrettersheim) |